# 음력 12월 16일
음력 12월 16일은 음력 12월의 16번째 날이다.

## 사건
- 1999년 -
  - 대구 신남네거리 지하철 공사 현장 붕괴 사고 발생.
  - 2000년 선수협 파동 사건 발생.
- 2005년 - 김정일 조선노동당 총비서가 후진타오 중국 국가주석과 정상회담하다.

## 탄생
- 1969년 - 대한민국의 배우 이정은.

## 같이 보기
- 음력 360일: 1월 2월 3월 4월 5월 6월 7월 8월 9월 10월 11월 12월
- 전날:12월 15일 다음날:12월 17일 - 전달:11월 16일 다음달:1월 16일
- 양력:12월 16일
- 음력, 윤달